# Diplomacia de cañonero

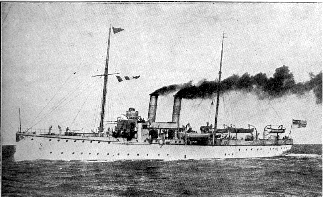
El SMS Panther durante el Bloqueo naval a Venezuela de 1902-1903, famoso ejemplo de diplomacia de cañonero.

En política internacional, la diplomacia de cañonero (en inglés gunboat diplomacy) busca resolver de forma favorable para un país algún objetivo de política exterior mediante demostraciones de fuerza.

## Marco histórico
La diplomacia de cañonero es un eufemismo que recibió el imperialismo occidental durante el siglo XIX. Esta estrategia consiste en presionar a un país menos desarrollado o poderoso para aceptar un tratado desigual, obviamente favorable al país que presiona; en caso de negativa, se envía un cañonero al mar de dicho país, para bombardear sus puertos y obligarle a aceptar sus condiciones.

## Origen del término

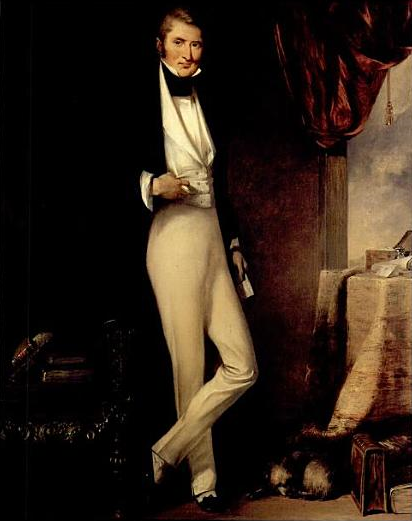
William Jardine, retrato de George Chinnery, 1820s

El término proviene de las guerras coloniales, en que las demostraciones con cañoneros, que era el tipo de barco de guerra más común y simbolizaba los avances militares, eran frecuentes. Un país negociando con un poder europeo —generalmente sobre temas de comercio— podría ser avisado que un barco, y aún peor, una flota de navíos de guerra se había dispuesto fuera de sus puertos, amenazando todo su tráfico marítimo e incluso la integridad de sus ciudadanos. Este mero hecho tenía gran efecto para los medrosos gobernantes de la época, y no eran necesarias otras demostraciones como el cañoneo de puertos e instalaciones civiles.
La efectividad de estas acciones de las capacidades de proyección de fuerza implicaba que estas naciones con poderosas fuerzas navales (ahora aeronáuticas, ante todo estratégicas), especialmente Inglaterra, podrían establecer bases militares o navales (por ejemplo, Diego García) y sacar ventajas comerciales alrededor del mundo. Aparte de las conquistas militares, la diplomacia de cañonero es la forma de obtener socios comerciales, coloniales y expandir el Imperio.
Esta falta de recursos naturales junto a sus avances tecnológicos encontraban su poca necesidad de paz o a la inconveniencia de ella, dependiendo de las naciones imperiales para acceder a las materias primas y de mercados transoceánicos. 

### William Jardine
Uno de los más firmes precursores de esta diplomacia fue William Jardine (1784 – 1843), quien quería defender su narcotráfico de opio en China. Jardine escribe:

"Sin compras formales -- ni negociaciones tediosas,... He insistido firmemente a Sir F. Maitland me autorice a tomar posesión & retener todo lo necesario, & el escuadrón naval bajo su comando es capaz de todo aquello,... como toda fuerza naval o militar... que pudiera mandarse desde la Madre Patria. Cuando todo esto esté cumplido, -- y no hasta entonces, la negociación puede comenzar - Usted tomó mi opio - yo, su isla de Hong Kong - estamos empatados, -- & entonces vivamos en paz. Usted no puede proteger sus costas de los barcos de piratas o bucaneros. Yo puedo - Así que entendámonos, & estudiemos cómo promover nuestros mutuos intereses.
"
William Jardine

## Smedley Butler

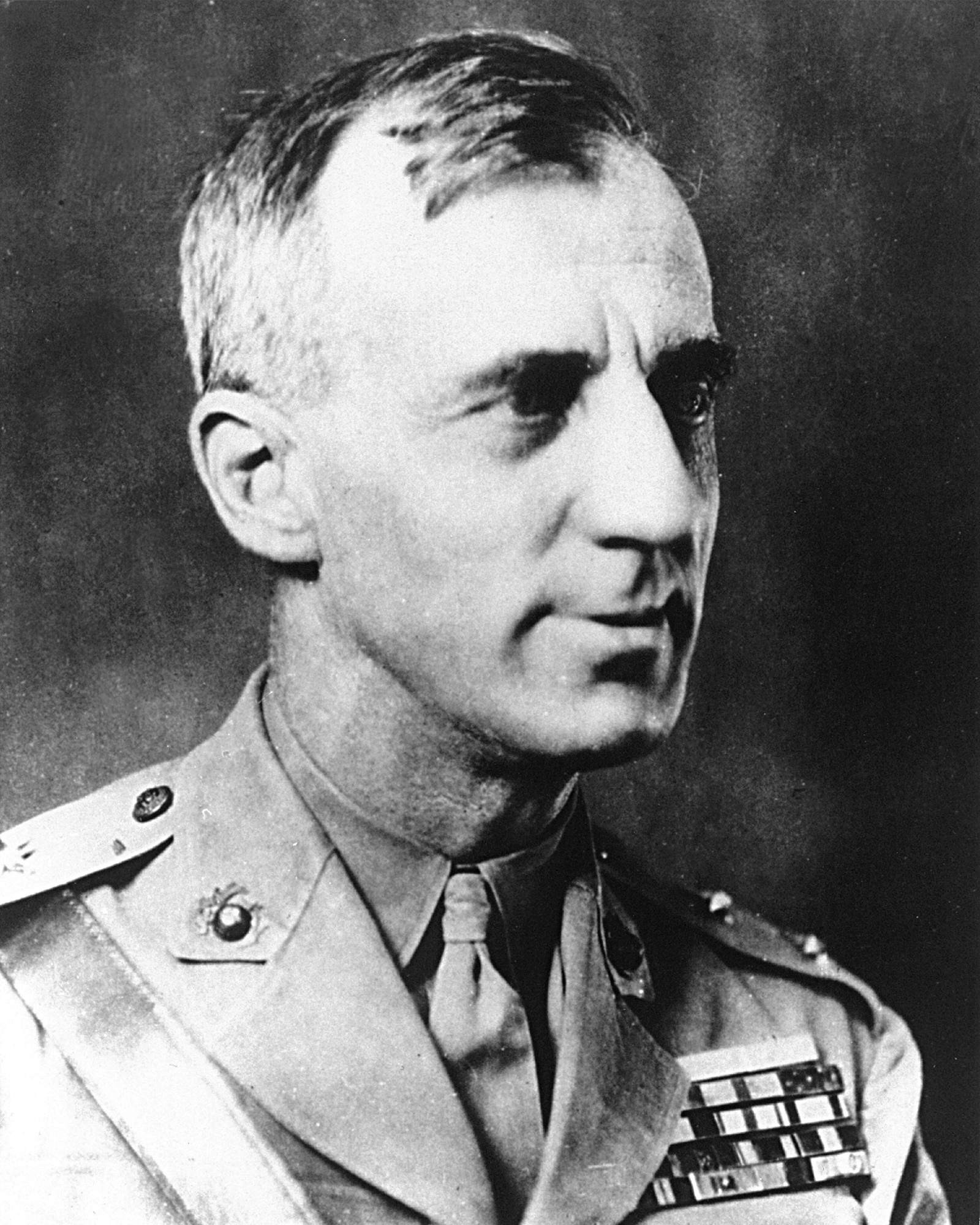
El general Smedley Butler

Un enfoque sobre la naturaleza de la diplomacia de cañonero es el que propone el general del Cuerpo de Marines de los Estados Unidos, Smedley Butler.

He servido durante 30 años y cuatro meses en las unidades más combativas de las Fuerzas Armadas estadounidenses: en los Marines. Tengo el sentimiento de haber actuado durante todo ese tiempo de bandido altamente calificado al servicio de las grandes empresas de Wall Street y sus banqueros.

"Nos ha ido bastante bien con Luisiana, Florida, Texas, Hawai y California, y el Tío Sam puede tragarse a México y Centroamérica, con Cuba y las islas de las Indias Occidentales como postres y sin intoxicarse". 
En una palabra, he sido un pandillero al servicio del capitalismo. De tal manera, en 1914 afirmé la seguridad de los intereses petroleros en México, Tampico en particular. Contribuí a transformar a Cuba en un país donde la gente del National City Bank podía birlar tranquilamente los beneficios. Participé en la "limpieza" de Nicaragua, de 1902 a 1912, por cuenta de la firma bancaria internacional Brown Brothers Harriman. En 1916, por cuenta de los grandes azucareros estadounidenses, aporté a la República Dominicana la "civilización". En 1923 "enderecé" los asuntos en Honduras en interés de las compañías fruteras estadounidenses. En 1927, en China, afiancé los intereses de la Standard Oil.

Fui premiado con honores, medallas y ascensos. Pero cuando miro hacia atrás considero que podría haber dado algunas sugerencias a Al Capone. Él, como gángster, operó en tres distritos de una ciudad. Yo, como Marine, operé en tres continentes. El problema es que cuando el dólar estadounidense gana apenas el 6 por ciento, aquí se ponen impacientes y van al extranjero para ganarse el ciento por ciento. La bandera sigue al dólar y los soldados siguen a la bandera.
 General del Cuerpo de Marines de los Estados Unidos, Smedley Butler en su libro La guerra es un latrocinio, 1935 

## Contexto moderno

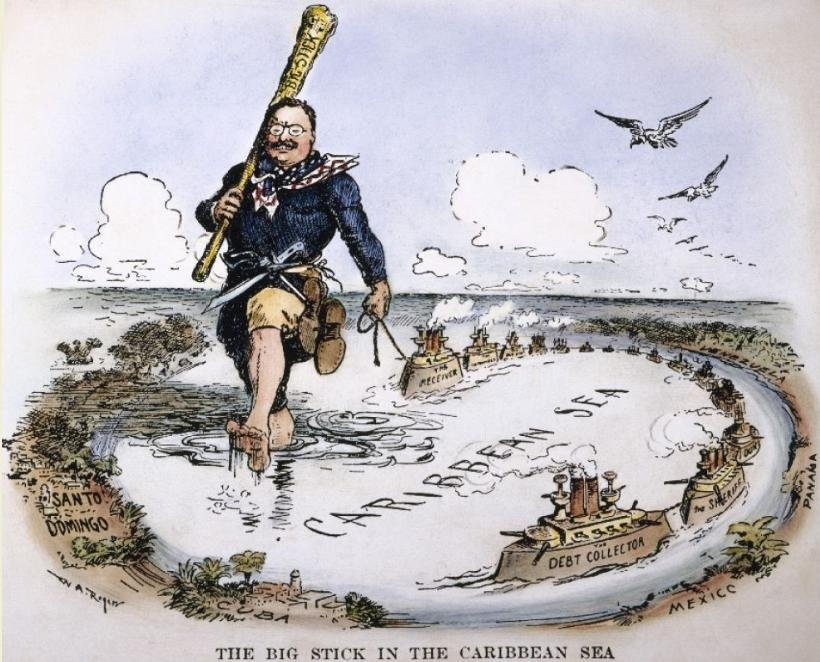
Caricatura de William Allen Rogers, representando la doctrina del Gran Garrote de Theodore Roosevelt.

La diplomacia de cañonero es una forma de hegemonía. Cuando los Estados Unidos se convirtieron en una potencia en la primera década de siglo XX, apareció la versión del presidente Theodore Roosevelt denominada la diplomacia del gran garrote, alimentada luego por la diplomacia del dólar, que reemplazaba el gran y vil garrote por la "jugosa zanahoria" de la inversión privada estadounidense, generalmente en condiciones bastante desfavorables para los locales. Sin embargo, durante la presidencia de Woodrow Wilson, la diplomacia de cañonero convencional volvió a ocurrir, siendo el caso más espectacular la ocupación estadounidense de Veracruz en 1914, durante la  Revolución mexicana.
La diplomacia de cañonero durante la Guerra Fría volvió a ser globalmente demostrada por al poder naval global de la Marina de los Estados Unidos. La Unión Soviética trató de contrapesar esto, especialmente a través de los planes del Almirante Sergéi Gorshkov. Las distintas administraciones de los Estados Unidos cambian frecuentemente flotas para influenciar los diferentes mercados a favor de los capitales estadounidenses.
Al terminar la Guerra Fría más puntos urgentes al respecto se hicieron durante la administración Clinton en las  guerras yugoslavas de los 1990s (aliado al gobierno de Reino Unido de Tony Blair ) y donde fuere, usando los misiles navales Tomahawk y radares aerotransportados E-3 AWACS en una demostración más pasiva de poder como en Latinoamérica, específicamente desde la base localizada en Manta, Ecuador. El término "Diplomacia de cañonero" se ha convertido en el término más eufemista de "proyección de poder".
El diplomático británico e ideólogo naval James Cable sentó las bases de la diplomacia de cañonero en una serie de libros publicados entre 1971 y 1994. En estos, define el fenómeno como "el uso o la amenaza del uso de una fuerza naval limitada, o si no [sic] constituye un acto de guerra, para mantener la ventaja, en claro desmedro del país amenazado en una disputa internacional o contra nacionales dentro de su propio. Estado." Divide el fenómeno en cuatro áreas:
- Fuerza definitiva: uso o amenaza de fuerza para crear un fait accompli.
- Fuerza propositiva: aplicación de una fuerza naval para cambiar las políticas o carácter en el gobierno o grupo blanco.
- Fuerza catalítica: mecanismo para abrirse un espacio o generar cambio de expectativas.
- Fuerza expresiva: uso de navíos para enviar un mensaje como la Gran Flota Blanca.[10]

La diplomacia de cañonero se opone a otras ideologías expresadas en el siglo XVIII por Hugo Grotius, De Jure Belli ac Pacis, en el cual se suscribe el uso de la fuerza como temperamental.

## Ejemplos notables

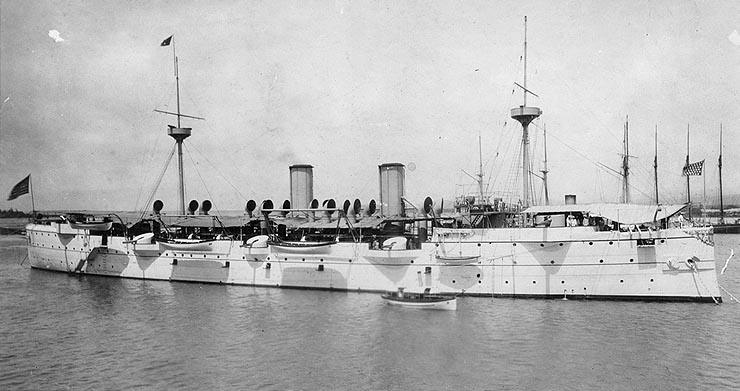
Crucero USS Baltimore en el puerto chileno de Valparaíso.

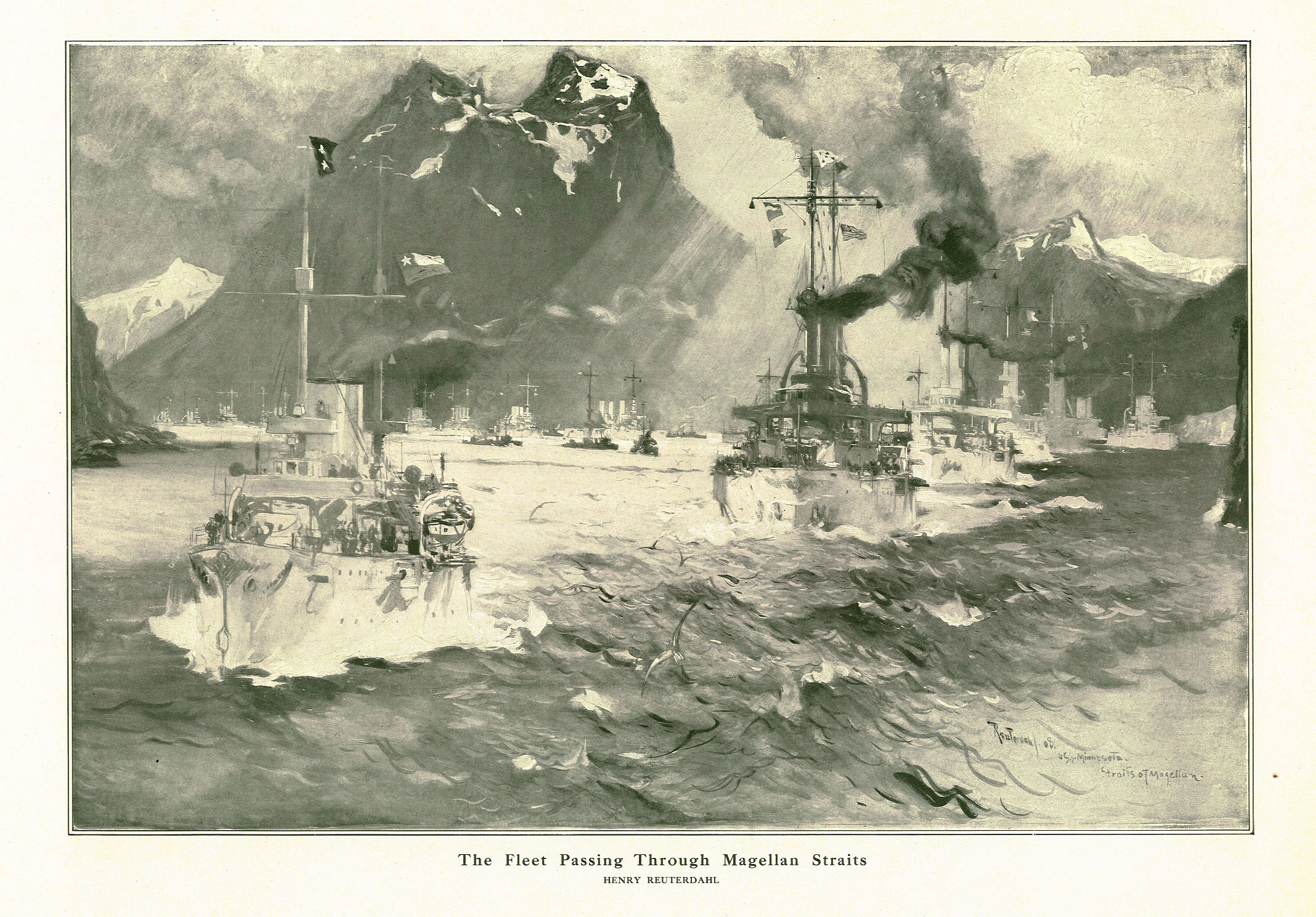
La Gran Flota Blanca pasando por el Estrecho de Magallanes, guiada por un destructor chileno

Un ejemplo de diplomacia de cañonero fue el:
- Ataque del USS Lexington a Puerto Soledad en 1831.

- Incidente Pacífico en 1850, en el cual el Secretario de Relaciones Exteriores británico Lord Palmerston despachó una escuadra de la Royal Navy para bloquear el puerto griego del Pireo en venganza por las amenazas contra un ciudadano británico, David Pacífico, nacido en Gibraltar pero residente en Atenas, y el subsecuente fallo del gobierno del Rey Otón de Grecia para compensar a Pacífico.
- Bloqueo de Guayaquil en 1859, el presidente del Perú Ramón Castilla amenazó con una flota y una fuerza de desembarco de 6000 soldados el puerto ecuatoriano de Guayaquil para intentar imponer la solución del conflicto limítrofe. La guerra civil que se había declarado en Ecuador y la falta de un gobierno legítimo nacional le motivaron a firmar un tratado con un caudillo local que no fue reconocido luego, tras lo cual se retiró.
- Incidente Baltimore,  a raíz de un altercado protagonizado por marineros del crucero protegido USS Baltimore en el puerto chileno de Valparaíso en 1891. Las implicaciones geopolíticas involucraron bastante más que los hechos puntuales. La manipulación estadounidense buscó presionar al gobierno naciente de Jorge Montt a quedar en una posición precaria de mediación.
- Bombardeo de Shimonoseki, las fuerzas navales del Reino Unido, los Países Bajos, Francia y los Estados Unidos en contra del poderoso señor de la guerra japonés o daimyō Mori Takachika, que se oponía al comercio con extranjeros, bombardearon el puerto de Shimonoseki.

### sigloXIX
- Segunda guerra berberisca (1815)

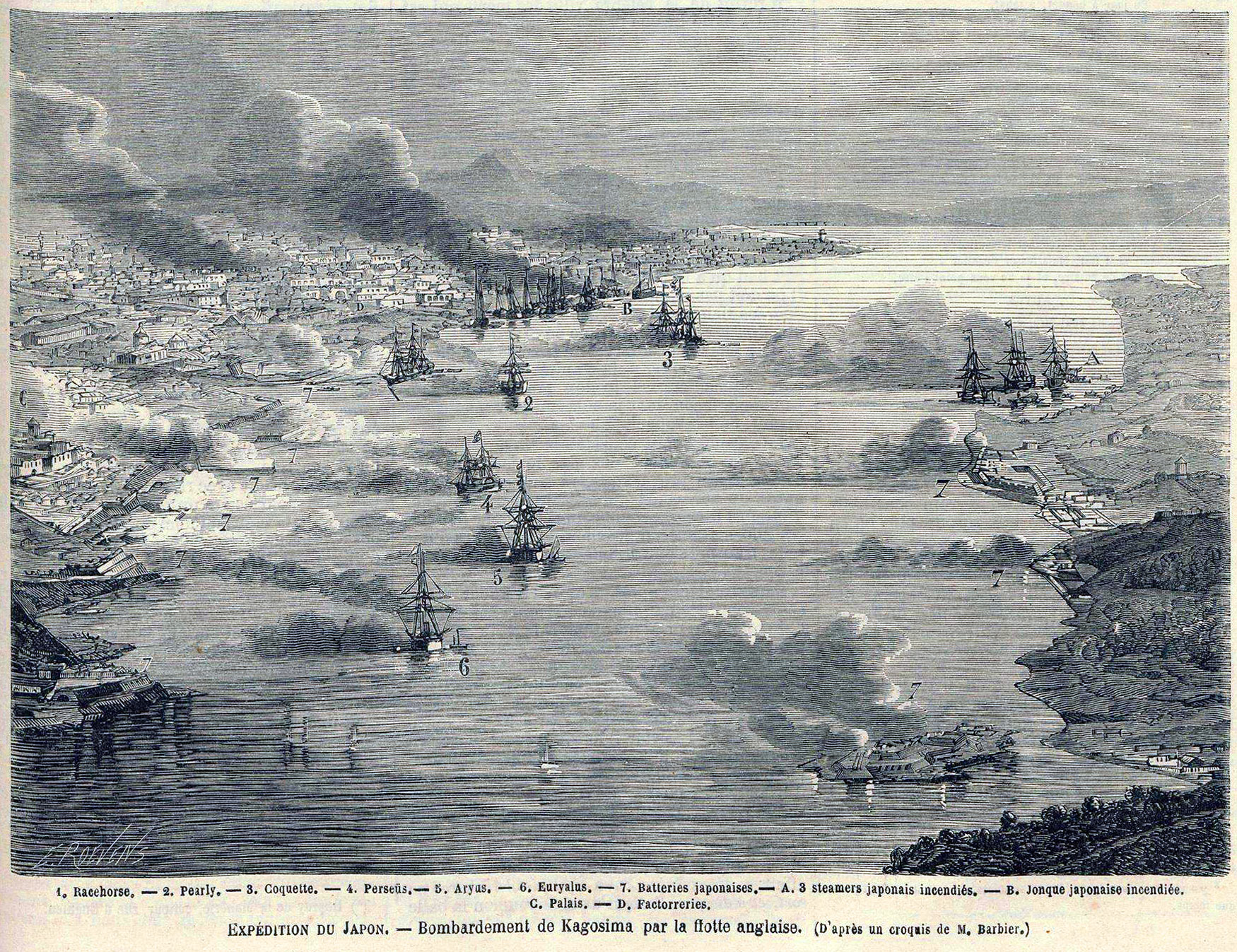
Bombardeo del puerto japonés de Kagoshima por la Armada Británica, el 15 de agosto de 1863. Le Monde Illustré.

- Bloqueo francés al Río de la Plata
- Bloqueo anglo-francés del Río de la Plata
- Guerras del opio (la primera en 1839, la segunda en 1856)
- Incidente Don Pacífico (1850)
- Apertura de Japón por el comodoro Matthew C. Perry y sus Barcos Negros (1853–54)
- Guerra hispano-sudamericana (bloqueo de los puertos de Valparaíso y El Callao en 1866)
- Guerra anglo-zanzibariana (1896)

### sigloXX

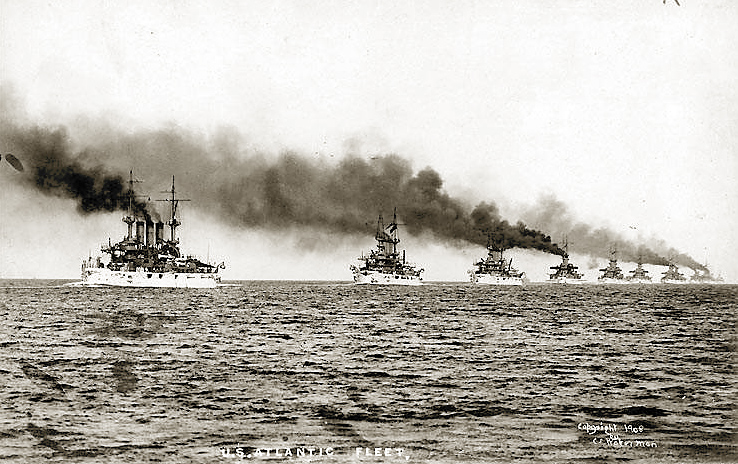
El navegando delante del como parte de la Gran Flota Blanca, abandona Hampton Roads (1907)

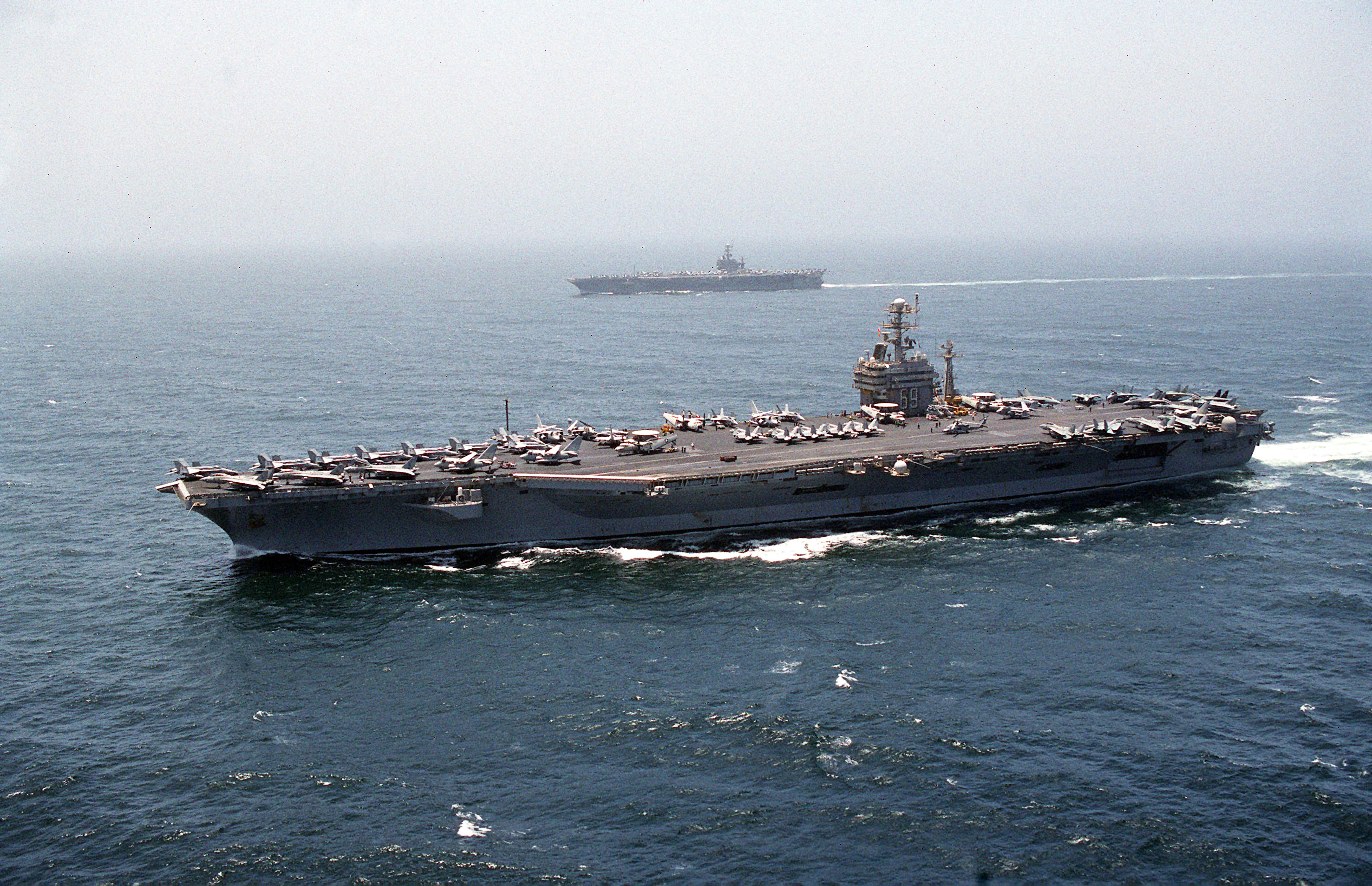
Portaaviones Clase Nimitz, una demostración moderna de la diplomacia de cañonero.

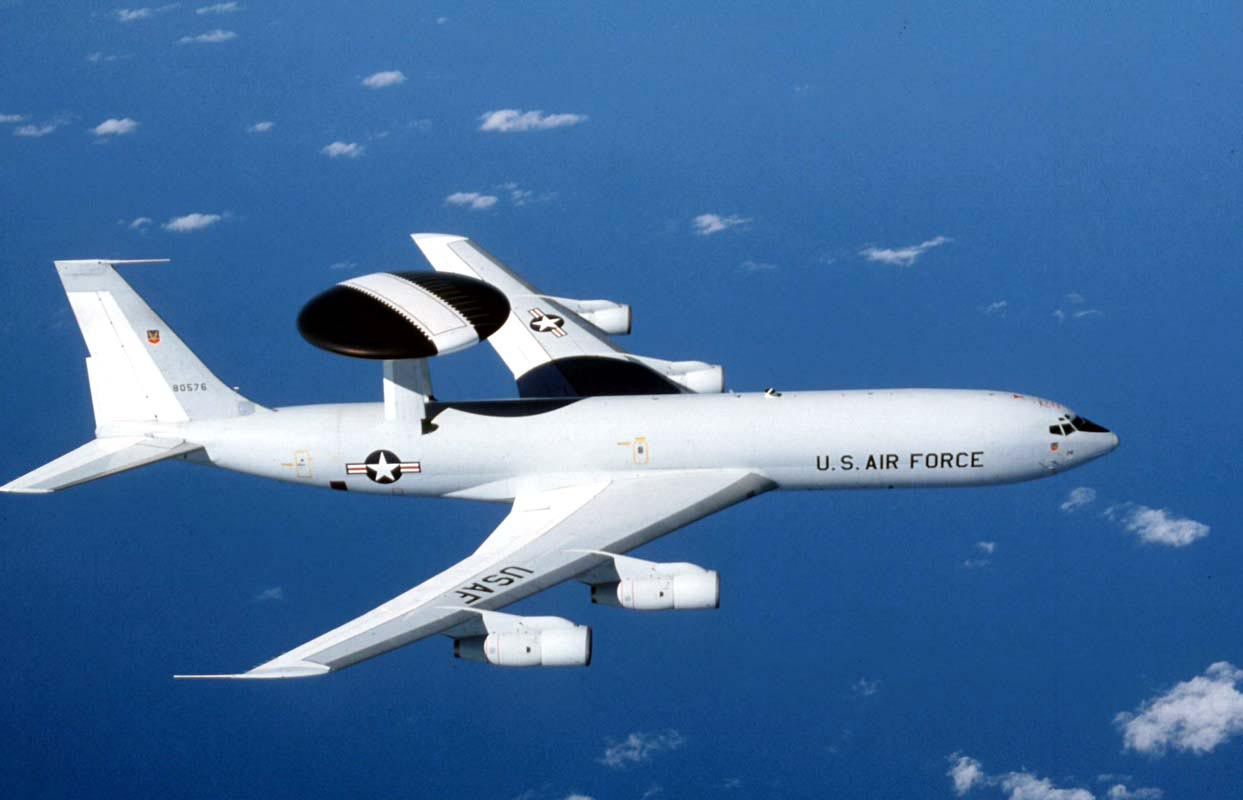
E-3 AWACS, pieza de arsenal bélico empleada en este tipo de operaciones.

- Bloqueo naval de Venezuela (1902-1903)
- Separación de Panamá de Colombia (1903)
- Gran Flota Blanca (1907)
- Crisis de Agadir (1911)
- Ocupación estadounidense de Veracruz (1914)
- Incidente del Yangtsé (1949)
- Primera crisis del Estrecho de Taiwán (1954-55)
- Segunda crisis del Estrecho de Taiwán (1958)
- Amenaza estadounidense a la soberanía de India durante la Guerra indo-pakistaní de 1971
- Tercera crisis del Estrecho de Taiwán (1995-96)

## Películas
- Our fighting navy (GB 1937, director Norman Walker).
- The Sand Pebbles ("Kanonenboot am Yangtse-kiang", título alemán, USA 1966, director Robert Wise).
- Yangtse Incident (película de 1957) ("Battle Hell", título norteamericano, "Helden zur See", título austriaco, "Yangtse Zwischenfall", título alemán, GB 1957, director Michael Anderson, Eric Ambler).